# ハッピーアワー (KBCラジオ)
ハッピーアワーは九州朝日放送（KBCラジオ）で2023年4月3日から放送開始のラジオの生ワイド番組。

## 概要
KBCラジオでは、2021年3月29日から2023年3月31日まで『PAO〜N』の放送時間を夕方の時間帯（16:00-17:55）まで拡大していたが、2023年4月改編をもって、改めて平日夕方の生ワイド番組を設けることになった。
KBCラジオで平日夕方の生ワイド番組が設けられるのは、2017年4月3日から2021年3月26日まで放送された『夕方じゃんじゃん』以来になる。
この番組では、「ちょっとお得でちょっとハッピー!」をコンセプトに、福岡を拠点に活動するお笑い芸人をパーソナリティに起用し、その日のニュースやリスナー参加のクイズに大喜利、それにホークスの試合直前の情報を織り交ぜての「聴いて楽しい“超”バラエティプログラム」となっている。

## 放送時間
- 月曜-金曜 16:00-17:55

## パーソナリティ
- 月曜：ブルーリバー
- 火曜：ノボせもんなべ・田中菜津美
- 水曜：ノボせもんなべ・きょんちゃん
- 木曜：ブルーリバー（どちらか1人が出演）・川崎優
- 金曜：サカイスト

### 過去
- まこパーティー
- 百市なるみ

## タイムテーブル
- 16:00:オープニング・大喜利問題出題
- 16:15:ハッピーニュース
- 16:30:ラジオショッピング
- 16:40:（水）藤堂和子の女性塾（金）キリンビール　クラフトビールでハッピーアワー！
- 16:48:交通情報
- 16:51:天気予報
- 17:00:ニュースパレード
- 17:20:ふるさとクイズde大喜利Wish！（福岡県昭和グループ系トヨタ自動車販売店提供）
- 17:30:ホークスライブスタジアム
- 17:36:交通情報
- 17:40:ハッピータイム